# TOPS-10
TOPS-10 (Timesharing / Total OPerating System) — операционная система от Digital Equipment Corporation (DEC) для серии мейнфреймов PDP-10 (или DECsystem-10), созданной в 1967. TOPS-10 возникла из раннего программного обеспечения "Monitor" для компьютеров PDP-6 и PDP-10; в 1970 оно получило имя TOPS-10.

## Обзор
TOPS-10 поддерживала разделяемую память и позволила создать первую настоящую многопользовательскую игру. Игра называлась DECWAR и относилась к текстово-ориентированным играм типа Звёздный путь.
Другой инновационной программой стала FORUM. Это приложение позволило пользователям общаться в чате и было использовано при создании программы CompuServe.
TOPS-10 имела интересную реализацию диспетчера с несколькими очередями задач.

## История выпусков
Первый выпуск программного обеспечения Monitor для PDP-6 произошёл в 1964. Поддержка процессора KA10 для PDP-10 была добавлена в версии 2.18 в 1967. Название TOPS-10 было впервые использовано в 1970 при выпуске 5.01. Версия 6.01 (май 1974) впервые реализовала виртуальную память, что позволило загружать программы, размер которых был больше размера физической памяти. Начиная с версии 7.00, поддерживалась симметричная мультипроцессорность. Последний выпуск TOPS-10 7.04 состоялся в 1988.

## TOPS-10 сегодня
Энтузиасты могут использовать TOPS-10 на условиях специальной лицензии.
Простейшим способом запустить TOPS-10 является использование подходящего эмулятора и образа операционной системы.
Пол Аллен поддерживает несколько исторических машин, доступных публично, включая DECsystem-1090 с TOPS-10.

## Реализованные языки программирования
Компилятор Ассемблера для TOPS-10, MACRO-10, поставлялся вместе с системой.
Следующие языки программирования были реализованы в TOPS-10:
- Алгол, как ALGOL-10 v10B, компилируемый язык для общих задач
- АПЛ, как APL-SF V2, интерпретируемый язык для математического моделирования
- BASIC, как BASIC-10 v17F,[12] интерпретируемый язык для общих задач
- BLISS, как BLISS-36, компилируемый язык для системного программирования
- Кобол, как COBOL-68 и COBOL-74, компилируемый язык для бизнес-задач
- Фортран, как FORTRAN-10 v11, компилируемый язык для математических задач

Следующие языки были реализованы членами сообщества DECUS: Фокал, Форт, IMP72, Лисп, Паскаль, PILOT, SAM76, Симула и Снобол.